# Последов, Александр Афанасьевич
Александр Афанасьевич Последов (5 мая 1923 — 2 ноября 1991) — старший разведчик 293-го миномётного полка (32-я отдельная миномётная бригада, 69-я армия, 1-й Белорусский фронт), младший сержант, кавалер ордена Славы трёх степеней.

## Биография
Родился 5 мая 1923 года на хуторе Марьевка Милютинского района Ростовской области. Работал учётчиком в Машково-Берёзовской МТС.
В октябре 1941 года восемнадцатилетним добровольцем ушёл в Красную армию. С января 1942 года на фронте. В боях получил тяжёлое ранение, был комиссован. Проработав несколько месяцев в тылу, снова добровольно пришёл в военкомат, добился возвращения на фронт. Воевал в составе 293-го миномётного полка, в отделении разведки. Член ВКП(б)/КПСС с 1944 года.
Отличился в боях за освобождение Украины, Польши, добивал врага в Германии.
В начале июля 1944 года в бою за города Ковель разведгруппа, в составе которой был Последов, вырвалась впереди наступающих подразделений и захватила костел. Оказавшись в окружении, разведчики несколько часов до подхода основных сил вели бой.
1 августа 1944 года преодолел реку Висла юго-западнее города Варшава и с левого берега корректировал огонь батарей полка. Отражая контратаки противника, разведчики нанесли ему существенный урон. Приказом от 22 сентября 1944 года награждён орденом Славы 3-й степени.
В середине января 1945 года вблизи города Радом Польша выявил много огневых точек и мест скопления живой силы и боевой техники врага. По их целеуказаниям авиация нанесла бомбовые удары. Приказом от 4 марта 1945 года награждён орденом Славы 2-й степени.
14-27 апреля 1945 года за период боёв на одерском плацдарме в районе города Фюрстенберг (Германия) младший сержант Последов с бойцами выявил 8 артиллерийских и миномётных батарей, до 10 дзотов, около 20 блиндажей врага. В боях за город Берлин при отражении контратак забросал гранатами огневую точку с 5 гитлеровцами.
Указом Президиума Верховного Совета СССР от 15 мая 1946 года за исключительное мужество, отвагу и бесстрашие, проявленные на заключительном этапе Великой Отечественной войны, младший сержант Последов Александр Афанасьевич награждён орденом Славы 1-й степени. Стал полным кавалером ордена Славы.
В 1947 году старшина Последов был демобилизован. Вернулся на родину. Работал в станице Белореченской бригадиром в часовой мастерской артели "Красное знамя". Позднее жил в городе Морозовск Ростовской области. Работал охотоведом в местной госохотинспекции.
Скончался 2 ноября 1991 года.

## Награды
- орден Отечественной войны I степени (11.03.1985)[2]
- Орден Красной Звезды(4.08.1944)[3]
- орден Славы I степени(15 мая 1946 года)[4]
- орден Славы II степени(4.03.1945)[5]
- орден Славы III степени (12.09.1944)[6]
  - медали, в том числе:
  - ««За взятие Берлина»» (9.6.1945)
  - «В ознаменование 100-летия со дня рождения Владимира Ильича Ленина» (6 апреля 1970)
  - «За победу над Германией в Великой Отечественной войне 1941—1945 гг.» (1945)[7]
  - «20 лет Победы в Великой Отечественной войне 1941—1945 гг.» (7 мая 1965[8])
  - «30 лет Победы в Великой Отечественной войне 1941—1945 гг.»[9]
  - Медаль «Сорок лет Победы в Великой Отечественной войне 1941—1945 гг.»[10]
  - «Ветеран труда»
  - «30 лет Советской Армии и Флота»[11]
  - «40 лет Вооружённых Сил СССР»[12]
  - «50 лет Вооружённых Сил СССР» (26 декабря 1967[13])
  - «60 лет Вооружённых Сил СССР» (28 января 1978[14])

- Знак «25 лет победы в Великой Отечественной войне» (1970)